# جزیره گریفیث (نوناووت)
جزیره گریفیث (نوناووت) (به انگلیسی: Griffith Island) یک جزیره در کانادا است که در نوناووت واقع شده‌است. جزیره گریفیث ۱۸۹ کیلومتر مربع مساحت و خالی از سکنه است.